# Nod (Bibbia)

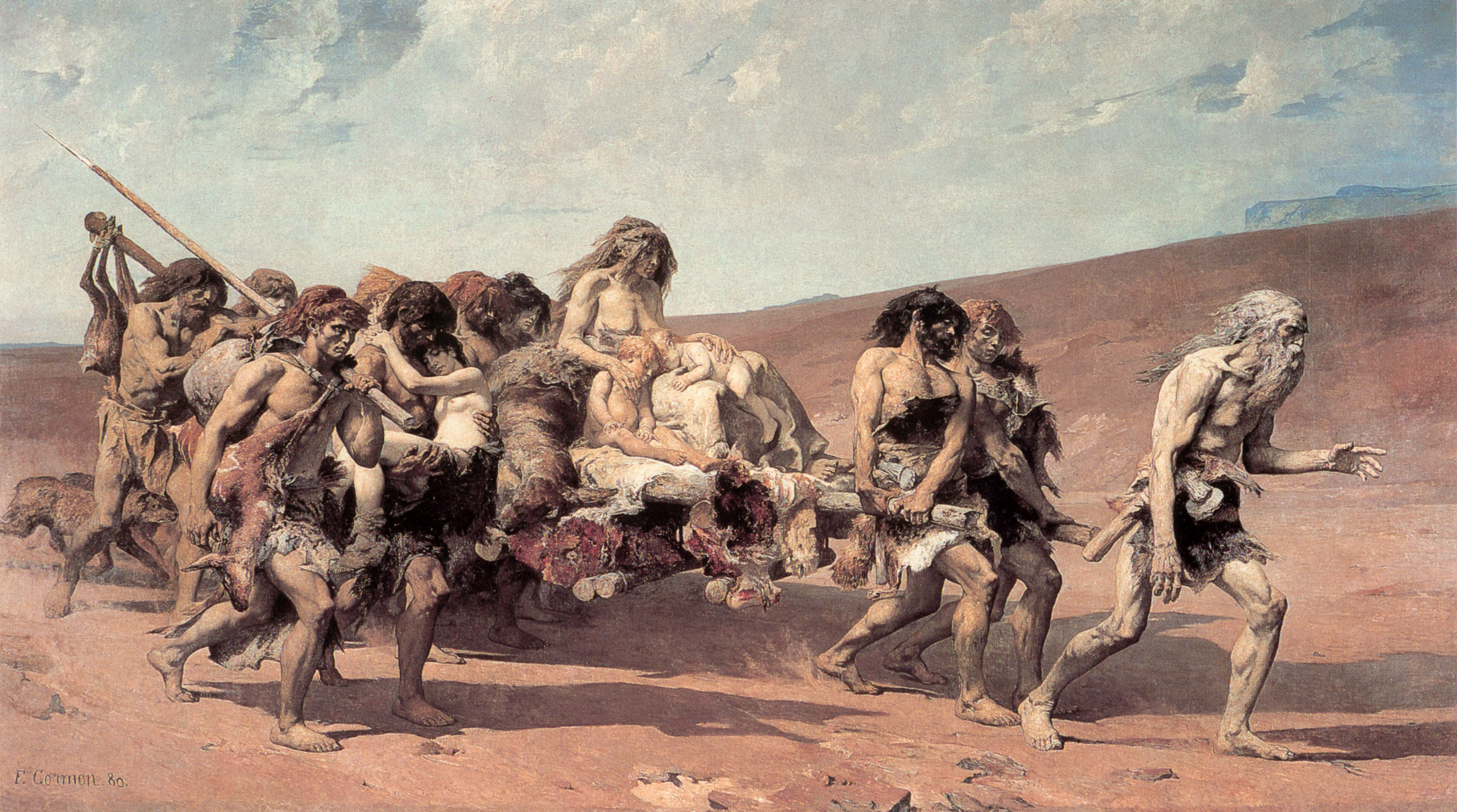
Cain fleeing before Jehovah's Curse, Fernand-Anne Piestre Cormon, c. 1880

Nod (in ebraico ארץ נוד‎?, Eretz-Nod) è una regione menzionata nel Libro della Genesi, situato a oriente di Eden (qidmat-‘Eden), dove Caino fu esiliato da Dio dopo aver assassinato il fratello Abele:

## Etimologia
"Nod" (in ebraico נוד‎?) è la radice del verbo "vagare" (in ebraico לנדוד‎?). Pertanto, abitare nella terra di Nod significa vivere una vita errante. Gesenius definisce il termine in ebraico נוּד‎?:
Inoltre il termine "Nod" ricorda "nad" (in ebraico נָ֖ד‎?), "fuggiasco".

## Fonti storiche
Flavio Giuseppe scrisse in Antichità giudaiche che Caino continuò a far del male, ricorrendo alla violenza e al furto, introducendo unità di misura e confini e costruendo città fortificate. Origene definì Nod la terra del tremito e scrisse che essa simboleggia la condizione di tutti quelli che abbandonano Dio. Nella tradizione inglese Nod è spesso descritta come un deserto abitato da bestie feroci o da mostri, oscuro e sotterraneo, lontano dal volto di Dio.
Agostino descriveva gli ebrei non convertiti come abitanti nella terra di Nod, che definiva commozione e "inquietudine carnale".